# 大友克之
大友 克之（おおとも かつゆき、1966年 - ）は、日本の医学者、教育者。医学博士。専門は整形外科学。朝日大学学長。

## 人物
東京都の医師の家庭に生まれた。父は外科医、母の実家は産婦人科を開業。母方曾祖父の山田清は医師で、衆議院議員。兄の義之は小児科医。妻は、明海大学、朝日大学の理事長を務めた宮田侑の長女で歯科医師。

### 経歴
成蹊小学校、成蹊中学・高等学校を経て、1991年昭和大学医学部を卒業。医師免許証下附。1991年、順天堂大学整形外科学教室に入局。1993年から1995年まで国立がんセンター（現在の国立がん研究センター）中央病院整形外科、放射線診断部（核医学）にて研修。
1997年3月、順天堂大学大学院医学研究科修了。博士（医学）を取得。 1997年4月、朝日大学歯学部講師（外科学）。同年5月から、国立医療・病院管理研究所（現在の国立保健医療科学院）にて研修。
1999年、朝日大学歯学部附属村上記念病院（現在の朝日大学病院）副病院長。 2004年、歯学部教授。その後、学生部長、副学長等を歴任。前任者の急逝を受けて2008年10月、朝日大学学長に就任。 学校法人明海大学理事、明海大学客員教授、北京大学客員教授等を務める。

### 研究
外科系臨床医学（整形外科学、とくに骨軟部腫瘍）、社会医学（病院管理学）、教育学。 順天堂大学では山内裕雄教授（整形外科学・第4代日本整形外科学会理事長）に師事。国立がんセンターでは福間久俊部長に師事。国立医療・病院管理研究所（現在の国立保健医療科学院）では、当時若手研究者であった川渕孝一（東京医科歯科大学大学院教授）、白髪昌世（広島国際大学教授）らに師事。

### その他
- 宅地建物取引主任者、ファイナンシャルプランナーの資格を取得。
- 成蹊中学校では生徒会長。学生鞄の指定撤廃や、男子に義務づけられていた学生帽の廃止などの校則改正を行った。当時の座右の銘は「現状維持は敗北」、「全員一致は無効」。
- 成蹊中学・高等学校同窓会会長を務める[1]。
- 病院管理では、朝日大学歯学部附属村上記念病院の経営の見える化を推進。とくに医薬品や医療材料の流通・購買を見直し、三菱商事株式会社の子会社である日本ホスピタルサービス（現在のエム・シー・ヘルスケア株式会社）と連携して院外型SPDを導入。その後、同社とともに米国の病院・共同購入グループを視察して医材の多施設共同購入組織を立ち上げるなど、同社とのさまざまなプロジェクトに参画している。
- イビデン株式会社の子会社であるタック株式会社と連携して、リハビリテーション支援システムの開発に参画した[2]。
- 朝日大学の初年次教育の改革を進め、2013年より「建学の精神と社会生活」という必修科目を新設。岐阜学をはじめ沖縄の在日米軍基地問題や原発問題、公害の歴史、環境学、貧困・格差の問題を展開し、建学の精神の涵養に努めた[3]。
- 第70回全国レクリエーション大会in岐阜(2016年)の開催に合わせて、佐藤弘道とともに「ミナモ体操～脳トレバージョン」ビデオを監修・出演した。
- 2017年、岐阜日中友好青年訪中団が岐阜市と交流関係にある浙江省杭州市を訪問。岐阜大学、岐阜市立女子短期大学、朝日大学の学生を引率し、団長を務めた[4][5]。
- ラグビーワールドカップ2019では、岐阜県関市による南アフリカ代表チーム・スプリングボクスのキャンプ地誘致に尽力。2019年9月に急逝した伝説のプレーヤーであるチェスター・ウィリアムズとは旧知の間柄。南アフリカ共和国大使公邸で行われた追悼イベントでは日本の友人を代表してスピーチをした[6]。
- 国立研究開発法人科学技術振興機構が主催する日中大学フェア＆フォーラム in Chinaに2018年（広州）、2019年（成都）と参加し、国際交流の実績について講演を行った。2019年11月に東京大学で開催された「さくらサイエンスプラン」5周年シンポジウムでパネラーとして北京大学口腔医学院との交流について紹介した。
- 趣味は登山、ラグビー観戦。フォワードしかやったことがない。
- 父、兄が北アルプス燕岳の燕山荘の山岳診療所に従事していたことから、昭和大学入学後、白馬診療部に所属。卒業後も白馬山荘等での診療活動を支援。2003年8月、白馬岳大雪渓を登山中に落石事故に遭い下腿骨を骨折し、長野県防災ヘリで搬送された。

## 社会活動

### 産学金官連携活動
各学部の学びの領域を軸に産学連携を強化。国立大学法人三重大学、岐阜県弁護士会、北方警察署、岐阜県高等学校商業校長会、セイノーホールディングス株式会社、岐阜県体育協会（現在の岐阜県スポーツ協会）、岐阜県教育委員会、岐阜市教育委員会、各務原市教育委員会、大垣共立銀行、岐阜新聞社、十六銀行、濃飛倉庫運輸株式会社、いちい信用金庫、岐阜県商工会連合会、サンメッセ株式会社等との連携協定を締結し、各種活動を展開している。

### メディア等
- SBC信越放送テレビ：ほっとスタジオSBC「高山病－治療と予防について」　1999年8月
- SBC信越放送テレビ：SBCニュースワイド「夏山診療所－昭和大学白馬診療所について」　1999年8月
- 三菱商事株式会社MCTV「SPDシステムについて」2000年2月
- 岐阜新聞朝刊コラム「素描集」　2010年5－6月
- 岐阜放送報道番組「ニュース5プラス」コメンテーター　2011－2012年
- 岐阜放送統一地方選挙速報番組コメンテーター　2011年4月
- 岐阜新聞夕刊コラム「夕閑帳」　2011－2017年
- 岐阜放送第19回岐阜県知事選挙解説　2017年1月
- 文部科学教育通信（ジアース教育通信社）コラム「不易流行－美濃国便り」　2018－2022年
- 岐阜放送「きょうもラジオは!? 2時6時」　2020年2月
- 岐阜放送「第26回参議院議員選挙解説」2022年7月
- 沖縄タイムス「コラム うちなぁ見聞録」2022－2023年

### 著書
- 『図説髄内釘マニュアル』南江堂、2003年 ISBN 978-4524222971
- 『感情の記憶』岐阜新聞社、2020年 ISBN 978-4877972745
- 『学長！出番です。』PHP研究所、2023年 ISBN 978-4569855219

## その他の役職等
- 国立大学法人三重大学将来計画委員会委員　2011－2013年
- (公財)日本体育協会評議員　2013－2015年
- (一社)日本私立歯科大学協会理事・副会長
- 岐阜県スポーツ推進審議会会長
- (公財)岐阜県スポーツ協会理事・副会長・総務委員長
- (公財)日本オリンピック委員会強化スタッフ
- (公財)日本バレーボール協会ハイパフォーマンス事業本部ハイパフォーマンスサポート委員会メディカルユニット副ユニット長
- 岐阜県テニス協会会長、東海テニス協会副会長
- 岐阜県立岐阜商業高等学校学校運営協議会委員
- 各務原市教育委員会教育委員
- 岐阜県日中友好協会会長
- 国立大学法人三重大学経営協議会委員
- (一社)岐阜県経済同友会幹事
- (公財)田口福寿会評議員
- (公財)森田奨学育英会評議員
- (公財)高井法博奨学会理事
- (公財)岐阜杉山記念財団理事
- (公社)ぎふ瑞穂スポーツガーデンアドバイザー